# Mathias Kemp
Mathias Hubertus Kemp (Maastricht, 31 december 1890 – aldaar, 7 augustus 1964) was een Nederlandse dichter, journalist en schrijver. Hij was onder meer redactiesecretaris van het in 1956 begonnen maandblad Boortoren en Schachtwiel. Nieuw maandblad over de mijnindustrie. Mathias Kemp was een broer van schrijver-dichter Pierre Kemp.

## Leven
In het dagelijks leven was Kemp aanvankelijk werkzaam bij de aardewerkfabriek Société Céramique in Wyck-Maastricht; later was hij bibliothecaris en freelance journalist. 
Tijdens de Tweede Wereldoorlog werd Kemp door de Duitse bezettingsmacht als gijzelaar gevangen gezet.
Op 12 maart 1951 werd Mathias Kemp ter gelegenheid van zijn zestigste verjaardag gehuldigd. Op dat moment waren er al plannen voor de instelling van de Mathias-Kempprijs.

## Stijl
De poëzie van Kemp is zijn eigenlijke levenswerk; zij maakt ook het beste deel uit van zijn hele oeuvre. Er zijn dertien bundels gepubliceerd. In ieder deel is de dichter minstens interessant door het visionaire element. Zo had hij grote vragen bij het gebruik van kernenergie, plutonium en alles wat daarmee samenhangt.
Na de eerste delen met romantische schilderingen van bovenaardse schoonheid is ook de actualiteit in zijn gedichten gekomen. Hij bleef die kritisch bekijken en beschouwen: de menselijke glorie, de evolutie, de modieuze uitingen van intellectuelen en de misdragingen van machthebbers.

## Eerbewijzen
- Van 1958-1992(?) werd aan een literair schrijver of dichter afkomstig uit Nederlands- Belgisch-Limburg of de Mathias-Kempprijs uitgereikt. In 1993 werd de prijs opgeheven.[2]
- In september 1993 werd aan de gevel van het pand Graaf van Waldeckstraat 27, waar Kemp van 1930 tot 1938 woonde, een plaquette onthuld.[2]
- In Sittard en Voerendaal zijn straten naar hem vernoemd.